# Wyścig Makau WTCC 2014
Wyścig Makau WTCC 2014 – dwunasta runda World Touring Car Championship w sezonie 2014. Rozegrała się w dniach 14-16 listopada 2014 w Makau na torze Guia Circuit.

## Lista startowa
| Nr | Kierowca          | Zespół                               | Samochód                | Opony |
| -- | ----------------- | ------------------------------------ | ----------------------- | ----- |
| 1  | Yvan Muller       | Citroën Total WTCC                   | Citroën C-Elysée WTCC   | Y     |
| 2  | Gabriele Tarquini | Castrol Honda World Touring Car Team | Honda Civic WTCC        | Y     |
| 3  | Tom Chilton       | ROAL Motorsport                      | Chevrolet RML Cruze TC1 | Y     |
| 4  | Tom Coronel       | ROAL Motorsport                      | Chevrolet RML Cruze TC1 | Y     |
| 5  | Norbert Michelisz | Zengő Motorsport                     | Honda Civic WTCC        | Y     |
| 6  | Franz Engstler    | Liqui Moly Team Engstler             | BMW 320 TC              | Y     |
| 7  | Hugo Valente      | Campos Racing                        | Chevrolet RML Cruze TC1 | Y     |
| 9  | Sébastien Loeb    | Citroën Total WTCC                   | Citroën C-Elysée WTCC   | Y     |
| 10 | Gianni Morbidelli | ALL–INKL.COM Münnich Motorsport      | Chevrolet RML Cruze TC1 | Y     |
| 11 | James Thompson    | Lada Sport Lukoil                    | Łada Granta 1.6T        | Y     |
| 12 | Robert Huff       | Lada Sport Lukoil                    | Łada Granta 1.6T        | Y     |
| 14 | Michaił Kozłowski | Lada Sport Lukoil                    | Łada Granta 1.6T        | Y     |
| 18 | Tiago Monteiro    | Castrol Honda World Touring Car Team | Honda Civic WTCC        | Y     |
| 19 | Henry Kwong       | Campos Racing                        | SEAT León WTCC          | Y     |
| 25 | Mehdi Bennani     | Proteam Racing                       | Honda Civic WTCC        | Y     |
| 26 | Filipe de Souza   | Liqui Moly Team Engstler             | BMW 320 TC              | Y     |
| 27 | John Filippi      | Campos Racing                        | SEAT León WTCC          | Y     |
| 33 | Ma Qinghua        | Citroën Total WTCC                   | Citroën C-Elysée WTCC   | Y     |
| 37 | José María López  | Citroën Total WTCC                   | Citroën C-Elysée WTCC   | Y     |
| 38 | William Lok       | Campos Racing                        | SEAT León WTCC          | Y     |
| 44 | Mak Ka Lok        | RPM Racing Team                      | BMW 320 TC              | Y     |
| 74 | Pepe Oriola       | Campos Racing                        | Chevrolet RML Cruze TC1 | Y     |
| 77 | René Münnich      | ALL–INKL.COM Münnich Motorsport      | Chevrolet RML Cruze TC1 | Y     |
| Nr | Kierowca          | Zespół                               | Samochód                | Opony |

## Wyniki

### I Sesja treningowa
| Nr | Kierowca          | Konstruktor        | Czas     | Okr. |
| -- | ----------------- | ------------------ | -------- | ---- |
| 2  | Gabriele Tarquini | Castrol Honda WTCC | 2:27,216 | 7    |

### II Sesja treningowa
| Nr | Kierowca         | Konstruktor        | Czas     | Okr. |
| -- | ---------------- | ------------------ | -------- | ---- |
| 37 | José María López | Citroën Total WTCC | 2:26,060 | 6    |

### Kwalifikacje
Źródło: fiawtcc.com
| Poz. | Nr | Kierowca          | Konstruktor              | Q1       | Q2       | Q3       | Poz. s. |
| --- | --- | ----------------- | ------------------------ | -------- | -------- | -------- | ------- |
| 1 | 37 | José María López  | Citroën Total WTCC       | 2:26,508 | 2:24,329 | 2:24,294 | 1       |
| 2 | 9 | Sébastien Loeb    | Citroën Total WTCC       | 2:26,036 | 2:24,536 | 2:24,522 | 2       |
| 3 | 1 | Yvan Muller       | Citroën Total WTCC       | 2:26,618 | 2:25,035 | 2:24,779 | 3       |
| 4 | 5 | Norbert Michelisz | Zengő Motorsport         | 2:25,920 | 2:25,699 | 2:25,327 | 4       |
| 5 | 4 | Tom Coronel       | ROAL Motorsport          | 2:26,661 | 2:25,279 | –        | 5       |
| 6 | 2 | Gabriele Tarquini | Castrol Honda WTCC       | 2:26,647 | 2:25,769 | –        | 6       |
| 7 | 18 | Tiago Monteiro    | Castrol Honda WTCC       | 2:26,661 | 2:25,825 | –        | 7       |
| 8 | 12 | Robert Huff       | Lada Sport Lukoil        | 2:26,783 | 2:25,866 | –        | 8       |
| 9 | 3 | Tom Chilton       | ROAL Motorsport          | 2:27,034 | 2:26,187 | –        | 9       |
| 10 | 7 | Hugo Valente      | Campos Racing            | 2:27,052 | 2:26,204 | –        | 10      |
| 11 | 33 | Ma Qinghua        | Citroën Total WTCC       | 2:27,093 | 2:26,535 | –        | 11      |
| 12 | 10 | Gianni Morbidelli | Münnich Motorsport       | 2:26,543 | 2:26,911 | –        | 12      |
| 13 | 25 | Mehdi Bennani     | Proteam Racing           | 2:27,630 | –        | –        | 13      |
| 14 | 11 | James Thompson    | Lada Sport Lukoil        | 2:27,667 | –        | –        | 14      |
| 15 | 14 | Michaił Kozłowski | Lada Sport Lukoil        | 2:28,602 | –        | –        | 15      |
| 16 | 6 | Franz Engstler    | Liqui Moly Team Engstler | 2:34,015 | –        | –        | 16      |
| 17 | 27 | John Filippi      | Campos Racing            | 2:35,656 | –        | –        | 17      |
| 18 | 26 | Filipe de Souza   | Liqui Moly Team Engstler | 2:38,204 | –        | –        | 18      |
| 19 | 44 | Mak Ka Lok        | RPM Racing Team          | 2:41,086 | –        | –        | 19      |
| | 77 | René Münnich      | Münnich Motorsport       | 2:37,287 | –        | –        | 20      |
| | 38 | William Lok       | Campos Racing            | 2:45,059 | –        | –        | 22      |
| | 19 | Henry Kwong       | Campos Racing            | 2:45,110 | –        | –        | 21      |
| Nie wystartowali / niedopuszczeni do ponownego startu | |                   |                          |          |          |          |         |
| | 74 | Pepe Oriola       | Campos Racing            | –        | –        | –        | 23      |
| Poz. | Nr | Kierowca          | Konstruktor              | Q1       | Q2       | Q3       | Poz. s. |
| \| Legenda \| Legenda \| \| ------------------------ \| ---------------------------------------------------------------------------------------------------------------------------------------------------------------------------------------------------------------------------------------------------------------- \| \| Poz. Nr Q1 Q2 Q3 Poz. s. \| Pozycja zajęta w sesji kwalifikacyjnej Numer startowy kierowcy Wynik uzyskany w pierwszej części kwalifikacji Wynik uzyskany w drugiej części kwalifikacji Wynik uzyskany w trzeciej części kwalifikacji Pozycja startowa po uwzględnięniu kar, przesunięć, itp. \| | |                   |                          |          |          |          |         |
| Legenda | |                   |                          |          |          |          |         |
| Poz. Nr Q1 Q2 Q3 Poz. s. | Pozycja zajęta w sesji kwalifikacyjnej Numer startowy kierowcy Wynik uzyskany w pierwszej części kwalifikacji Wynik uzyskany w drugiej części kwalifikacji Wynik uzyskany w trzeciej części kwalifikacji Pozycja startowa po uwzględnięniu kar, przesunięć, itp. |                   |                          |          |          |          |         |

### Wyścig 1

#### Wyścig
Źródło: Wyprzedź Mnie!
| P                                                     | + / –     | Nr | Kierowca          | Konstruktor              | Okr. | Czas / Strata | Komentarz |
| ----------------------------------------------------- | --------- | -- | ----------------- | ------------------------ | ---- | ------------- | --------- |
| 1                                                     | Bez zmian | 37 | José María López  | Citroën Total WTCC       | 10   | 24:50,183     |           |
| 2                                                     | 2         | 5  | Norbert Michelisz | Zengő Motorsport         | 10   | +0:02,741     |           |
| 3                                                     | 3         | 2  | Gabriele Tarquini | Castrol Honda WTCC       | 10   | +0:03,661     |           |
| 4                                                     | 3         | 18 | Tiago Monteiro    | Castrol Honda WTCC       | 10   | +0:04,055     |           |
| 5                                                     | 2         | 1  | Yvan Muller       | Citroën Total WTCC       | 10   | +0:04,589     |           |
| 6                                                     | 4         | 9  | Sébastien Loeb    | Citroën Total WTCC       | 10   | +0:05,186     |           |
| 7                                                     | 2         | 4  | Tom Coronel       | ROAL Motorsport          | 10   | +0:09,338     |           |
| 8                                                     | 3         | 33 | Ma Qinghua        | Citroën Total WTCC       | 10   | +0:10,008     |           |
| 9                                                     | 1         | 12 | Robert Huff       | Lada Sport Lukoil        | 10   | +0:15,548     |           |
| 10                                                    | 2         | 10 | Gianni Morbidelli | Münnich Motorsport       | 10   | +0:19,201     |           |
| 11                                                    | 3         | 11 | James Thompson    | Lada Sport Lukoil        | 10   | +0:19,947     |           |
| 12                                                    | 3         | 3  | Tom Chilton       | ROAL Motorsport          | 10   | +0:27,894     |           |
| 13                                                    | 2         | 14 | Michaił Kozłowski | Lada Sport Lukoil        | 10   | +0:52,601     |           |
| 14                                                    | 2         | 6  | Franz Engstler    | Liqui Moly Team Engstler | 10   | +1:23,715     |           |
| 15                                                    | 5         | 77 | René Münnich      | Münnich Motorsport       | 10   | +1:59,115     |           |
| 16                                                    | 1         | 27 | John Filippi      | Campos Racing            | 10   | +2:02,667     |           |
| 17                                                    | 1         | 26 | Filipe de Souza   | Liqui Moly Team Engstler | 10   | +2:04,627     |           |
| 18                                                    | 1         | 44 | Mak Ka Lok        | RPM Racing Team          | 9    | +1 okr        |           |
| 19                                                    | 6         | 25 | Mehdi Bennani     | Proteam Racing           | 8    | +2 okr        |           |
| Niesklasyfikowani                                     |           |    |                   |                          |      |               |           |
|                                                       |           | 7  | Hugo Valente      | Campos Racing            | 6    |               |           |
|                                                       |           | 38 | William Lok       | Campos Racing            | 3    |               |           |
| Nie wystartowali / niedopuszczeni do ponownego startu |           |    |                   |                          |      |               |           |
|                                                       |           | 74 | Pepe Oriola       | Campos Racing            |      |               |           |
| Zdyskwalifikowani                                     |           |    |                   |                          |      |               |           |
|                                                       |           | 19 | Henry Kwong       | Campos Racing            | 9    | +1 okr        | [ 4 ]     |
| P                                                     | + / –     | Nr | Kierowca          | Konstruktor              | Okr. | Czas / Strata | Komentarz |

#### Najszybsze okrążenie
| Nr | Kierowca         | Konstruktor        | Czas     | Okr. |
| -- | ---------------- | ------------------ | -------- | ---- |
| 37 | José María López | Citroën Total WTCC | 2:27,338 | 6    |

#### Prowadzenie w wyścigu
| Nr                              | Kierowca         | Okrążenia | Suma |
| ------------------------------- | ---------------- | --------- | ---- |
| 37                              | José María López | 1-10      | 10   |
| \| Wykres \| \| ------ \| \| \| |                  |           |      |
| Wykres                          |                  |           |      |
|                                 |                  |           |      |

### Wyścig 2

#### Wyścig
Źródło: Wyprzedź Mnie!
| P                                                     | + / – | Nr | Kierowca          | Konstruktor              | Okr. | Czas / Strata | Komentarz |
| ----------------------------------------------------- | ----- | -- | ----------------- | ------------------------ | ---- | ------------- | --------- |
| 1                                                     | 2     | 12 | Robert Huff       | Lada Sport Lukoil        | 11   | 28:21,086     |           |
| 2                                                     | 6     | 1  | Yvan Muller       | Citroën Total WTCC       | 11   | +0:00,344     |           |
| 3                                                     | 2     | 7  | Hugo Valente      | Campos Racing            | 11   | +0:03,352     |           |
| 4                                                     | 3     | 5  | Norbert Michelisz | Zengő Motorsport         | 11   | +0:03,990     |           |
| 5                                                     | 5     | 37 | José María López  | Citroën Total WTCC       | 11   | +0:04,285     |           |
| 6                                                     | 3     | 9  | Sébastien Loeb    | Citroën Total WTCC       | 11   | +0:04,825     |           |
| 7                                                     | 5     | 3  | Tom Chilton       | ROAL Motorsport          | 11   | +0:05,562     |           |
| 8                                                     | 2     | 4  | Tom Coronel       | ROAL Motorsport          | 11   | +0:06,615     |           |
| 9                                                     | 5     | 11 | James Thompson    | Lada Sport Lukoil        | 11   | +0:08,252     |           |
| 10                                                    | 6     | 6  | Franz Engstler    | Liqui Moly Team Engstler | 11   | +0:41,038     |           |
| 11                                                    | 9     | 77 | René Münnich      | Münnich Motorsport       | 11   | +1:31,505     |           |
| 12                                                    | 5     | 27 | John Filippi      | Campos Racing            | 11   | +1:38,302     |           |
| 13                                                    | 5     | 26 | Filipe de Souza   | Liqui Moly Team Engstler | 11   | +1:40,310     |           |
| 14                                                    | 5     | 44 | Mak Ka Lok        | RPM Racing Team          | 11   | +2:04,022     |           |
| 15                                                    | 6     | 19 | Henry Kwong       | Campos Racing            | 11   | +2:22,483     |           |
| 16                                                    | 12    | 18 | Tiago Monteiro    | Castrol Honda WTCC       | 10   | +1 okr        |           |
| Niesklasyfikowani                                     |       |    |                   |                          |      |               |           |
|                                                       |       | 33 | Ma Qinghua        | Citroën Total WTCC       | 6    |               |           |
|                                                       |       | 14 | Michaił Kozłowski | Lada Sport Lukoil        | 6    |               |           |
|                                                       |       | 10 | Gianni Morbidelli | Münnich Motorsport       | 4    |               |           |
| Nie wystartowali / niedopuszczeni do ponownego startu |       |    |                   |                          |      |               |           |
|                                                       |       | 2  | Gabriele Tarquini | Castrol Honda WTCC       |      |               |           |
|                                                       |       | 25 | Mehdi Bennani     | Proteam Racing           |      |               |           |
|                                                       |       | 38 | William Lok       | Campos Racing            |      |               |           |
|                                                       |       | 74 | Pepe Oriola       | Campos Racing            |      |               |           |
| P                                                     | + / – | Nr | Kierowca          | Konstruktor              | Okr. | Czas / Strata | Komentarz |

#### Najszybsze okrążenie
| Nr | Kierowca    | Konstruktor       | Czas     | Okr. |
| -- | ----------- | ----------------- | -------- | ---- |
| 12 | Robert Huff | Lada Sport Lukoil | 2:27,009 | 5    |

#### Prowadzenie w wyścigu
| Nr                              | Kierowca       | Okrążenia | Suma |
| ------------------------------- | -------------- | --------- | ---- |
| 18                              | Tiago Monteiro | 1-8       | 8    |
| 12                              | Robert Huff    | 8-11      | 3    |
| 7                               | Hugo Valente   | 1         | 0    |
| \| Wykres \| \| ------ \| \| \| |                |           |      |
| Wykres                          |                |           |      |
|                                 |                |           |      |